# روان (لاعب كرة قدم برازيلي)
روان هو لاعب كرة قدم برازيلي، ولد في 21 أكتوبر 1998 في São Francisco do Conde ‏ في البرازيل.